# 1891 في كندا
فيما يلي قوائم الأحداث التي وقعت خلال عام 1891 في كندا.
بعض الأحداث التي حصلت عام 1891 في كندا
1.تولي جون أبوت رئاسة الوزراء في كندا بعد استقالة جون ماكدونالد في السادس من يونيو(6 يونيو) في العام 1891.
2.تم تعيين فريدريك ستانلي كحاكم عام لكندا في ذلك الوقت.
3.وفاة ويليام جونستون ريتشي.رئيس المحكمة العليا في نيو برونزويك.
ان كنت تريد المزيد من الاحداث تأكد من[https://www.ciciai.com]

## سياسة

### تعيين في المنصب
- 1 يناير – جون براون عضو مجلس العموم الكندي.
- 5 مارس – ويليام جيبسون عضو مجلس العموم الكندي.
- 16 يونيو – جون أبوت رئيس وزراء كندا.
- 14 سبتمبر – جون جونز روس رئيس مجلس الشيوخ [الإنجليزية]‏.

### انتهاء فترة المنصب
- 1 يناير – إدوارد فريدريك كلارك عمدة تورونتو [الإنجليزية]‏.
- 1 يناير – جون ماكدونالد عضو مجلس العموم الكندي،رئيس وزراء كندا.
- 4 مارس – ألفرد جونز عضو مجلس العموم الكندي.
- 26 أبريل – جورج ويليام ألان رئيس مجلس الشيوخ [الإنجليزية]‏.
- 3 مايو – جون فيرغسون عضو مجلس العموم الكندي.

## مواليد

### يناير
- 1 يناير – أرت بويس لاعب هوكي جليد كندي.
- 1 يناير – ألكيساندرين غيب صحفية كندية.
- 1 يناير – بول أ. دبليو. والاس
- 1 يناير – تشارلز لامب سياسي كندي.
- 1 يناير – جورج واتسون دراج كندي.
- 1 يناير – سيسيل فريدريك باترسون
- 3 يناير – فيليب بنت عسكري كندي.
- 14 يناير – ريجنالد جورج مالكوم
- 19 يناير – جون رايموند أونيل سياسي كندي.

### فبراير
- 2 فبراير – أرت إيفرت
- 16 فبراير – كولن دبليو. جي. جيبسون سياسي كندي.
- 24 فبراير – ويليام كارلتون وودز سياسي كندي.
- 28 فبراير – والتر هندرسون سياسي كندي.

### مارس
- 4 مارس – هوارد فينكلر سياسي كندي.
- 6 مارس – أوسكار لاكروا سياسي كندي.
- 6 مارس – غوردون فرازير سياسي كندي.
- 21 مارس – جوناثان هيل ممثل كندي.
- 22 مارس – غوردون بيفرلي ووكر سياسي كندي.

### أبريل
- 1 أبريل – فرانك رانكين لاعب هوكي جليد كندي.
- 1 أبريل – هاري نيكسون سياسي كندي.
- 19 أبريل – هنري بيتر
- 24 أبريل – ويليام موريسون سياسي كندي.

### مايو
- 1 مايو – إدوارد ليمان أبوت
- 3 مايو – توماس جون بنتلي سياسي كندي.
- 5 مايو – والاس ماكدونالد
- 7 مايو – جون غيلبرت هيغينز سياسي كندي.
- 10 مايو – هيرب غاردينر لاعب هوكي جليد كندي.
- 11 مايو – ويل ر. بيرد كاتب كندي.

### يونيو
- 1 يونيو – ألف بربور لاعب هوكي جليد كندي.
- 10 يونيو – بيلي بيل لاعب هوكي جليد كندي.
- 16 يونيو – سارة روبرتسون رسامة كندية.
- 17 يونيو – جورج بوشومين مغني كندي.
- 24 يونيو – هاري مينر

### يوليو
- 7 يوليو – رايموند إلمر أندرسون سياسي كندي.
- 9 يوليو – جون رودريك ماكدونالد كهنوت كندي.
- 10 يوليو – تشارلز فيليب فينويك

### أغسطس
- 28 أغسطس – جون جوزيف كيهو سياسي كندي.
- 31 أغسطس – الكسندر بويد بيرد سياسي كندي.
- 31 أغسطس – هاريس جورج روجرز سياسي كندي.

### سبتمبر
- 2 سبتمبر – لورنس أرمسترونغ منافِس أوليمبي كندي.
- 5 سبتمبر – غوردون روبرتس لاعب هوكي جليد كندي.
- 9 سبتمبر – كينيث ستيوارت عسكري كندي.
- 20 سبتمبر – روبرت مونتجومري لاعب رماية كندي.

### أكتوبر
- 21 أكتوبر – إيرل لوسون سياسي كندي.
- 25 أكتوبر – تشارلز كافلين

### نوفمبر
- 14 نوفمبر – فردريك بانتنغ
- 22 نوفمبر – جاي إرول بويد
- 29 نوفمبر – جون تشارلز الكسندر كاميرون سياسي كندي.

### ديسمبر
- 3 ديسمبر – جون ميتشيل لاعب هوكي جليد كندي.
- 11 ديسمبر – أليكس كوري
- 12 ديسمبر – توم دالي لاعب كرة قاعدة من الولايات المتحدة الأمريكية.
- 25 ديسمبر – ويليام روس ماكدونالد سياسي كندي.

## وفيات

### يناير
- 4 يناير – أنطوان لابل (مواليد 1833) قس كندي.

### أبريل
- 24 أبريل – ريبيكا أغاثا أرمور (مواليد 1845) مدرس من كندا.

### يونيو
- 8 يونيو – جون ماكنيل (مواليد 1813) ضابط من الولايات المتحدة الأمريكية.
- 9 يونيو – أندرو ستيوارت (مواليد 1812) قاضي كندي.

### ديسمبر
- 17 ديسمبر – إد سبرينغر (مواليد 1867) لاعب كرة قاعدة من الولايات المتحدة الأمريكية.